# Sebastiaan Vrancx
Sebastiaan Vrancx també conegut com a Sebastiaan Vranckx (Anvers, batejat el 22 de gener de 1573 - Anvers, 19 de maig de 1647) va ser un pintor i escriptor barroc flamenc, especialitzat en la representació de batalles.

## Biografia

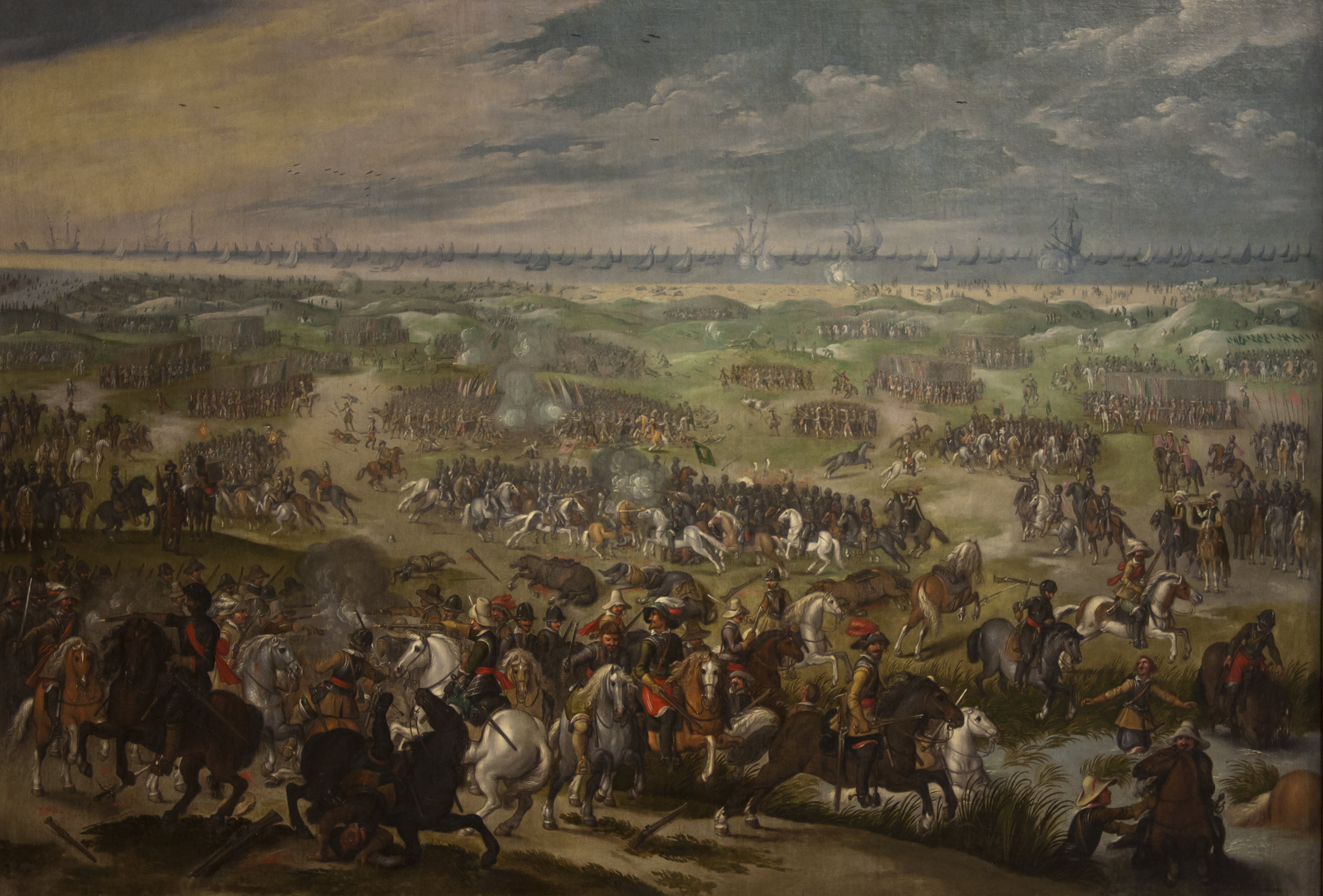
Batalla per Sebastian Vrancx. Museu de Belles arts de Sevilla

Tota la seva activitat artística es va desenvolupar a Anvers, exceptuant uns anys de la seva joventut (1596-1601) quan va estar-se a Itàlia. És un deixeble d'Adam van Oert.

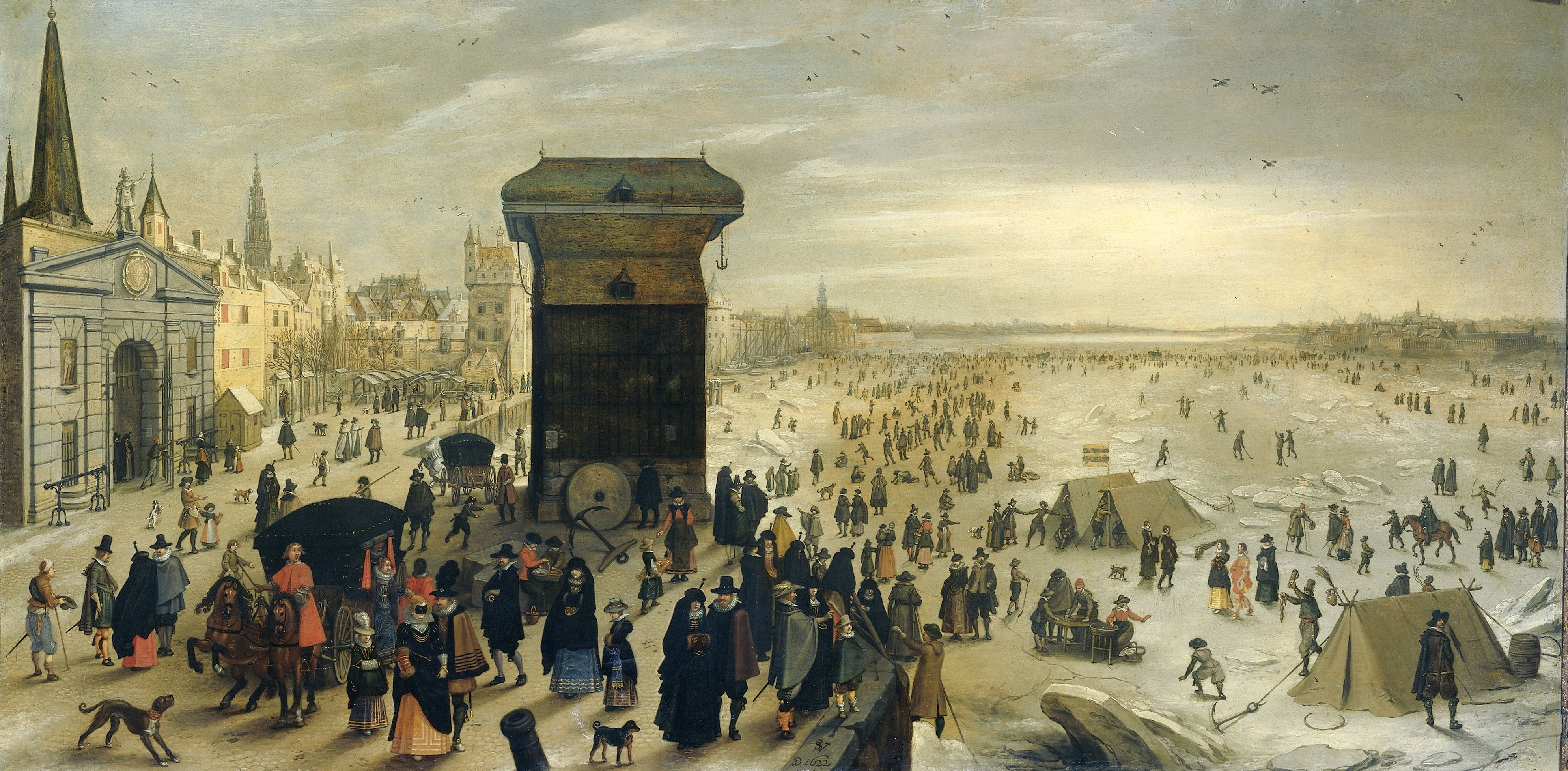
Escena de ciutat per Sebastian Vrancx

La temàtica de les seves obres és variada, inclou paisatges, escenes religioses, al·legòriques, etc. No obstant això el gènere pel qual és més conegut és la representació de batalles. Aquests quadres representen de vegades esdeveniments històrics concrets, però generalment són escenes imaginades d'enfrontaments entre exèrcits en la qual es presta gran atenció als detalls. Va ser el iniciador d'aquest gènere als Països Baixos i el primer a representar els combats de cavalleria. Les seves obres van ser molt difoses a través de còpies i gravats i van influir en altres pintors flamencs com Peter Snayers, Adam Frans van der Meulen, Pieter Meulener, Jacques van der Wijhen i Esaias van de Velde.
Els seus quadres es troben exposades al Museu Real de Belles arts d'Anvers, Rijksmuseum d'Amsterdam, Museu de l'Ermitage a Sant Petersburg i Museu del Louvre a París entre d'altres. A Castella se'n poden contemplar obres al Museu del Prado de Madrid i a Andalusia al Museu de Belles arts de Sevilla.
Com a escriptor arborava el lema «De deucht gaet sonder vrees» (neerlandès antic: la virtut camina sense por) com a Factor de la «cambra dels retòrics» De Violiere (Rederijkerskamer De Violiere) per la qual va escriure multiples obres dramàtiques i còmiques.
Obra teatral
- Den belovenden Tyd (El temps prometedor)
- Weygen Diel en Willich Clerken, comèdia
- Herderse gelogie, comèdia pastoral
- Aminto en Silvia tragicomèdia pastoral
- Trou beloon (Fidelitat recompensada), tragicomèdia
- Het misbruyck van Goet oft Geldt, uytgebeelt by eenen Vrecken Jan ende syn Sone (L'abús de bens i calés, representat per un avar i son fill), comèdia
- Den kercker der Liefde, tragicomèdia
- Het ongeregelt Houwelyck (El matrimoni desreglat), comèdia
- Joncker Pyaf (Sa senyoria Pyaf), comèdia
- Rosette en Graupeer (Roseta i Graupeer), comèdia
- Satirs vergelding (La venjança del Sàtir), comèdia pastoral
- Alecto, tragèdia
- Malle Moes, comèdia
- De vermomde vryagie (Una història d'amor disfressat), comèdia.